# Biochemistry
Biochemistry (nach ISO 4 ebenfalls Biochemistry) ist eine wissenschaftliche Fachzeitschrift im Bereich der Biochemie. Das Journal wurde 1962 gegründet und wird von der American Chemical Society herausgegeben. Es erscheint mit 51 Ausgaben pro Jahr.
Der Impact Factor des Journals liegt im Jahr 2019 bei 2,865. Nach ISI Web of Knowledge wurde das Journal 2014 in der Kategorie Biochemie & Molekularbiologie an 123. Stelle von 289 Zeitschriften geführt. Chefredakteurin ist seit 2016 Alanna Schepartz von der University of California, Berkeley, Vereinigte Staaten von Amerika.